# Die Ludolfs
Die Ludolfs (Duits: Die Ludolfs – 4 Brüder auf'm Schrottplatz) is een docusoap van de Duitse televisiezender DMAX die oorspronkelijk werd uitgezonden van 2006 tot en met 2011. De serie gaat over vier broers van de familie Ludolf en hun autosloperij genaamd Ludolf Autoverwertung.

## Locatie
De serie werd opgenomen in Dernbach (bij Dierdorf), een dorp in het Westerwald. Alhier bevindt zich de autosloperij waar het verhaal rond de vier gebroeders zich afspeelt.

## Personages
- Uwe Ludolf (27 september 1951) is de oudste broer, en de Casanova van het stel. Hij is getrouwd en heeft drie kinderen, die zo nu en dan opduiken in de afleveringen. Samen met Manfred haalt hij de auto's uit elkaar. Uwe is er altijd als de kippen bij als er vrouwelijke klanten zijn.
- Horst-Günter Ludolf (22 februari 1954 – 31 januari 2011)[1] was klantenadviseur en verantwoordelijk voor de telefoon. Hij stond klanten te woord op zijn eigen manier, en deed hierbij altijd een beroep op het voorraadsysteem van Peter. Günter was wat zwaarmoedig sinds zijn scheiding, leefde vooral op sigaretten en koffie met veel suiker, hij bleef onder alle omstandigheden buitengewoon stoïcijns. Günter bleef vrijwel altijd thuis als de andere broers één of enkele dagen eropuit gingen en liet zich nooit overhalen om eens mee te gaan, behalve toen de broers naar Italië reisden om de droom van hun vader na te leven. Hij is op een leeftijd van 57 jaar overleden aan een hartaanval.[2]
- Peter Ludolf (5 augustus 1955) is beheerder van de autosloperij. Hij houdt er een ingenieus voorraadsysteem op na, door hem het "Haufenprinzip" genoemd. Zijn geheugen stelt hem in staat precies te vertellen of iets in voorraad is of niet en waar het is te vinden, terwijl er in de autosloperij miljoenen onderdelen liggen. Hij verrast de andere broers regelmatig met zijn kookkunsten (meestal pasta-gerechten). Nadat Manfred in het huwelijk trad, kookte Peter minder grote porties en viel enorm af. Uiteindelijk verloor hij 67 kg en werd daarmee niet de dikste, maar de dunste van de drie overgebleven broers
- Manfred 'Manni' Ludolf (29 juli 1962) is de jongste van de broers. Hij heeft een hart voor auto's en weet er van alles over te vertellen. Het kinderlijke in hem komt regelmatig naar boven. Manfred is getrouwd met Jana.

## Afleveringen
Seizoen 1:
- Der Scheunenfund
- Ein Mustang für die Ladies
- Voll der Manta
- Uwe will's nochmal wissen
- Manni weiß was Autos brauchen
- Ein Herz für Günter
- Die letzte Fahrt
- Creme 21
- Oh, du schöner Westerwald
- Ententanz mit 2CV
- Heimweh
- Ludolf Jr.
- Ordnung muss sein

Specials:
- SWR-Reportage: Die Schrott-Brüder 1/2
- SWR-Reportage: Die Schrott-Brüder 2/2
- Die Ludolfs feiern Weihnachten

Seizoen  2:
- Vollgas unter roter Sonne
- Gentlemen, starten Sie die Motoren!
- Mercedes flambé
- Rückwärts schneller als vorwärts
- Herbie vs. Ralleyei
- Der Caravan zieht weiter
- Die Zitrone auf drei Rädern
- Elchtest à la Ludolfs

Seizoen  3:
- Mannis Gedanken zum Klimawechsel
- Peter macht blau
- Das wankelmütige Wunderwerk
- Flower Power in Dernbach
- Der Zwergenaufstand
- In meinem Opel bin ich Kapitän
- BUMMS!
- Una festa nella Spider
- Oben ohne
- Hilfe, die Chinesen kommen
- Der italienische Stier
- Die Ludolfs gehen campen
- Design oder nicht sein
- Landlord vs. Cowboy
- Schneewittchen und die 4 Zwerge
- Der Packesel
- Go East
- Die Nippon-Connection
- Jetzt wird wieder in die Hände gespuckt
- Die Göttin aus Frankreich
- Das Auto des Bösen
- Peter hat Geburtstag
- Balance of Power
- Der Bayerische Herausforderer
- Spezial

Special:
- Die Höhepunkte

Seizoen  4:
- Lang soll er Leben
- Von vorne oder von hinten?
- Es lebe das Haufenprinzip
- Der Römertopf
- Eine Hamburger Herzensangelegenheit
- Das Herz eines Boxers
- Ab in den Süden
- Die neue Bescheidenheit
- Kikeriki – Die Ludolfs auf dem Bauernhof
- Schluss mit lustig
- Franzosensafari
- Deichabenteuer
- Die spinnen, die Engländer
- Heavy Rider
- Crocodile Manni
- Es lebe Europa!

Specials:
- Formel Exclusiv mit den Ludolfs
- Die Ludolfs – Höhepunkte
- Die Ludolfs bei TV-Total
- Die Ludolfs – Schlaflos in Dernbach
- Die 10 beliebtesten Doku-Soaps – Die Ludolfs
- Günter allein zu Haus

Seizoen  5:
- Der runde Baron von Dernbach
- Ich schalte, also bin ich
- Amerika ist überall
- Die silberne Zitrone
- Relax Revolution
- Der Alleskönner
- Das Duell
- Olympische Spiele
- Alles bleibt anders

Seizoen  6:
- Daddy Cool
- Rocket Manni
- Ei, Ei, Ei – Die Ludolfs
- Schatzsuche im Westerwald
- Das Seifenkistenrennen
- Die Ehre der Ludolfs
- Super Cooper
- Die Führerscheinprüfung
- Die 13 schönsten Momente (Best-Of)

Seizoen  7:
- Ein Auto sticht in See
- Der Monstertruck
- Unter den Wolken
- Die Renovierung
- Die Tapeten-Revolution
- Taxi, Taxi
- Im Land der Pommes Frites
- Fünf-Uhr-Tee mit der Queen
- Westerwälder Auto-Träume

Special:
- Die 13 schönsten Momente

Seizoen  8:
- Spiele ohne Grenzen
- Eine Luxussänfte für Manni
- Der mit dem Auto tanzt
- Der heilige Sonntag
- Liebe geht durch den Magen

## Trivia
- Het eerste en tweede seizoen van de serie werden in Nederland door Discovery Channel vele malen herhaald.
- Het derde seizoen werd uitgezonden van half juli tot half augustus 2009, en daarna weer herhaald.
- De Nederlandse voice-over is gedaan door Bennie Jolink. Op Discovery Channel Vlaanderen werd echter de originele versie uitgezonden, met ondertitels.
- De serie genoot grote populariteit. In april 2007 hield de autosloperij een open dag, waarbij tussen de 15.000 en 20.000 bezoekers kwamen en er een file op de nabijgelegen snelweg A3 ontstond.
- Over het leven van de vier broers is zelfs een bioscoopfilm gemaakt. Deze ging op 9 april 2009 in Duitsland in première, de film is getiteld "Die Ludolfs - Dankeschön für Italien!"
- Horst Günter Ludolf is op 31 januari 2011 dood in zijn huis gevonden. De oorzaak was een hartinfarct.
- Het overgebleven trio Uwe, Peter & Manfred: hebben een gratis online spel gelanceerd genaamd "Garbage Garage".
- Op 5 september 2012 kwamen de resterende Ludolf-broers terug op televisie, met: "SEK Ludolf – Das Schrott Einsatz Kommando", het is tot op heden bij 1 seizoen gebleven en werd uitgezonden op de Duitse zender Sport 1.[3]